# Christopher Tordini

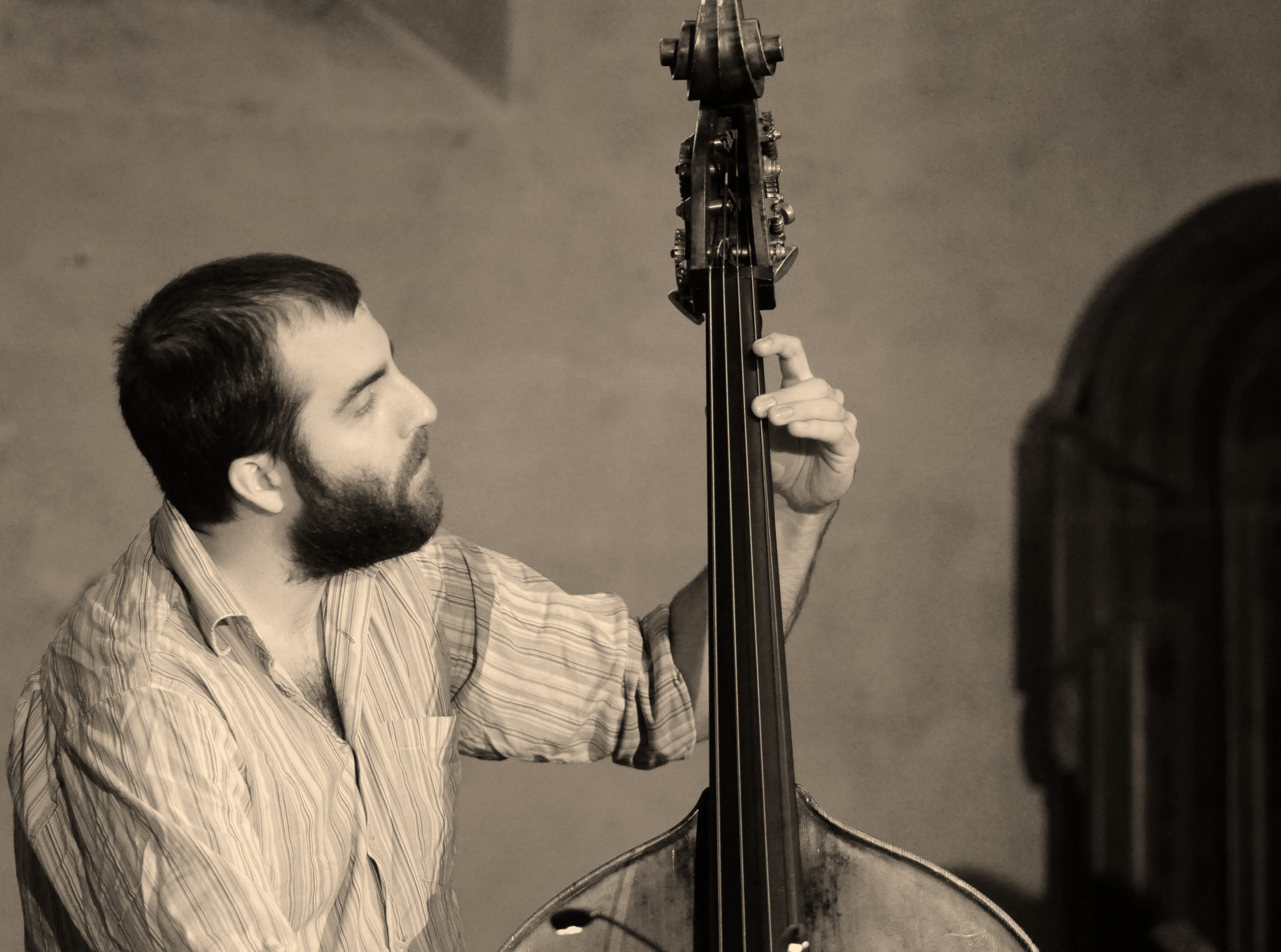
Chris Tordini (2013)

Christopher „Chris“ Tordini (* 25. April 1984) ist ein US-amerikanischer Jazz-Bassist (auch Gesang, Perkussion).

## Leben und Wirken
Tordini studierte im Jazz and Contemporary Music Program der New School University, u. a. bei Rory Stuart, Ari Hoenig und George Garzone, mit denen er auch auftrat. Nach seinem Abschluss 2006 wurde er Mitglied von Andy Milnes Band Dapp Theory (Album Layers of Chance, 2008); außerdem arbeitete er seitdem u. a. mit Greg Osby, Jeremy Pelt, Jim Black, Andrew D’Angelo, Yaron Herman (Follow the White Rabbit, 2010), Logan Richardson, Becca Stevens/Gretchen Parlato (Earthquake/Tsunami Relief, Sunnyside, 2009), Matt Mitchell und Jean-Michel Pilc.
Im Bereich des Jazz war er zwischen 2007 und 2019 an 54 Aufnahmesessions beteiligt. Ferner wirkte er bei Aufnahmen von Billy Hart (Sixty-Eight, 2009), Okkyung Lee (Noisy Love Songs, 2010), Tyshawn Sorey (Oblique-1, 2011, Alloy, 2014, und Verisimilitude,  2017) und The Claudia Quintet (September, 2013). 2013 arbeitete er zudem mit Kris Davis, Michael Dessen, Erik Friedlander, Tigran Hamasyan und Chris Speed, später auch mit Gerald Cleaver (Live at Firehouse 12) sowie mit Angelika Niescier, Gerald Cleaver und Jonathan Finlayson. Unter eigenem Namen entstand weiterhin das Lehrbuch (mit CD) First Lessons Upright Bass. Zu hören ist er auch auf Caroline Davis’ Portals, Volume 1: Mourning (2021), Matt Mitchells Zealous Angles (2024) und auf Miguel Zenóns Golden City (2024).

## Diskographische Hinweise
- Devin Gray, Kris Davis, Chris Speed, Christopher Tordini: RelativE ResonancE (Skirl, 2015)
- Midnight Sun (Newvelle 2017)
- Angelika Niescier, Christopher Tordini, Tyshawn Sorey: The Berlin Concert (Intakt, 2018)
- Charlotte Greve, Vinnie Sperrazza, Chris Tordini: The Choir Invisible (Intakt, 2020)
- Ohad Talmor, Christopher Tordini & Eric McPherson: Back to the Land (Intakt, 2024)